# Palmiste blanc
Dictyosperma album
Espèce
Le Palmiste blanc (Dictyosperma album) est une espèce de plantes à fleurs de la famille des Arécacées. C'est un palmier à grandes feuilles pennées, endémique des îles Mascareignes. Il peut atteindre plus de 20 m de hauteur. Il résiste particulièrement aux cyclones, d'où l'un de ses noms en anglais, Hurricane palm.
C'est une des espèces dont le cœur du bourgeon terminal est parfois, sous le nom de chou palmiste, consommé à l'île Maurice et à La Réunion. À La Réunion, le chou est cependant très rarement commercialisé, contrairement à celui du Palmiste rouge.
Le Palmiste blanc a quasiment disparu du milieu naturel des îles Mascareignes, mais il est cultivé pour l'ornement dans les jardins et se propage facilement.

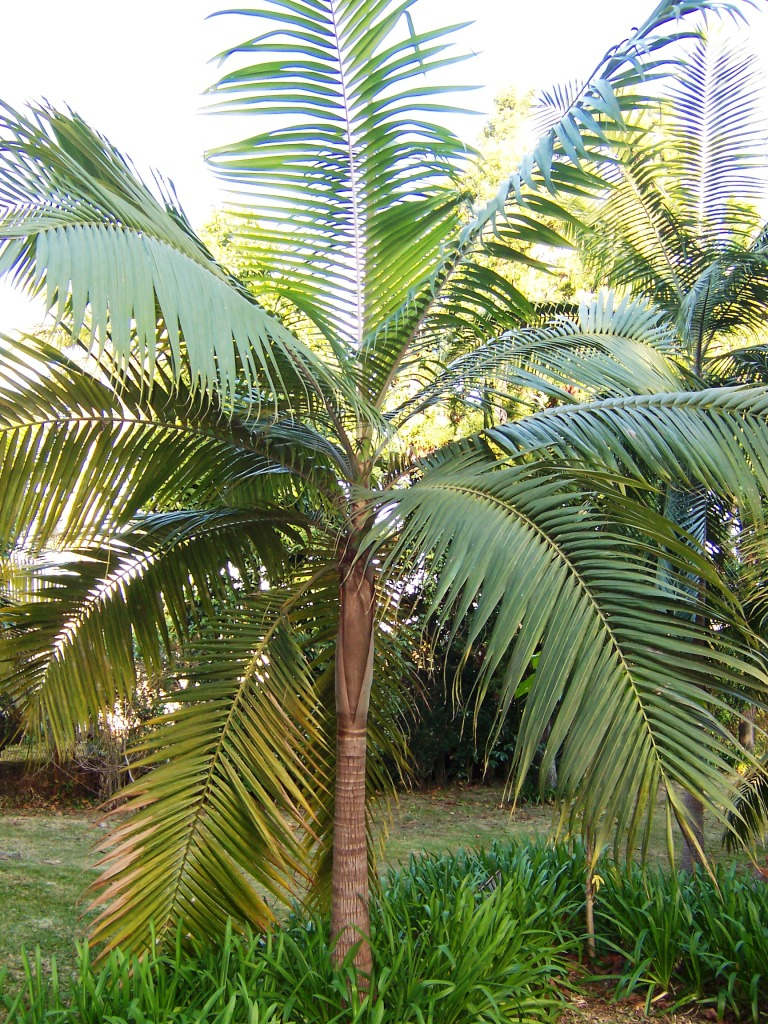
Jeune palmiste.
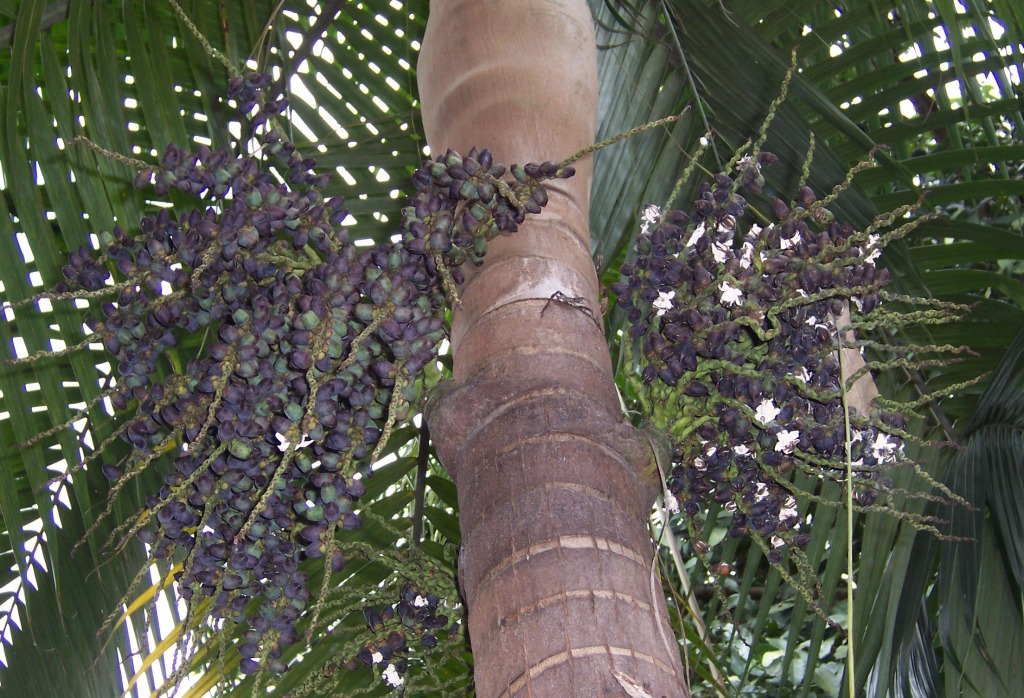
Fructification.

## Informations complémentaires
- Endémisme dans les Mascareignes.